# Olimpíada d'escacs de 2022
L'Olimpíada d'escacs de 2022 fou la 44a edició oficial de les Olimpíades d'escacs, torneig d'escacs organitzat per la Federació Internacional d'Escacs (FIDE) i que comprèn un torneig obert i un de femení, així com diversos esdeveniments per a promoure el joc d'escacs. Va tenir lloc a Chennai, Índia, del 28 de juliol al 10 d'agost de 2022. L'Olimpíada havia de tenir lloc inicialment a Khanti-Mansisk, Rússia, l'amfitrió de la Copa del Món d'escacs 2019, l'agost de 2020, però més tard es va traslladar a Moscou. No obstant això, es va ajornar a causa de la pandèmia de COVID-19 i després es va traslladar a Chennai després de la invasió d'Ucraïna per part de Rússia. Aquesta va ser la primera Olimpíada d'escacs que va tenir lloc a l'Índia.
El total de participants va ser de 1.737: 937 a l'Open i 800 a la prova femenina. El nombre d'equips inscrits va ser de 188 de 186 nacions a la secció Open i 162 de 160 nacions a la secció femenina; com a nació amfitriona, l'Índia tenia tres equips que participaven en cada secció. Ambdues seccions van establir rècords de participació de l'equip. La seu principal de l'Olimpíada d'escacs va ser el centre de convencions al Four Points by Sheraton, mentre que les cerimònies d'obertura i clausura es van celebrar a l'Estadi Jawaharlal Nehru. L'àrbitre en cap de l'esdeveniment va ser el francès Laurent Freyd.
L'Uzbekistan va guanyar la medalla d'or a l'Open, la seva segona medalla a l'Olimpíada d'escacs després d'haver guanyat prèviament una medalla de plata a l'edició de 1992, mentre que Ucraïna va aconseguir el seu segon or a l'esdeveniment femení després d'haver guanyat anteriorment el 2006. El jugador anglès David Howell va tenir el rendiment més alt per a un jugador individual a l'esdeveniment Open amb un rendiment de 2898 (va fer 7½ sobre 8 punts possibles). La jugadora polonesa Oliwia Kiołbasa va tenir el rendiment individual més alt en l'esdeveniment femení amb una performance de 2565 (va fer 9½ dels 11 punts possibles).
El 93è Congrés de la FIDE també va tenir lloc durant l'Olimpíada, i Arkadi Dvorkovich va ser-hi reelegit President de la FIDE; l'antic Campió del Món Viswanathan Anand va ser elegit vicepresident de la FIDE.